# Шилов, Михаил Сергеевич
Михаил Сергеевич Шилов (1807—1888) — генерал-лейтенант русской императорской армии, директор Оренбургского кадетского корпуса.

## Биография
Родился 14 (26) апреля 1807 года. В 1824 году был выпущен из Благородного пансиона при Петербургском университете и поступил портупей-юнкером в лейб-гвардии Уланский полк; 14 июля 1826 года был произведён в корнеты. С января 1830 года — поручик, с января 1833 года — штаб-ротмистр, с октября 1837 года — ротмистр. В 1841 году был награждён орденом Св. Станислава 3-й степени, в 1842 году был дважды отмечен денежным вознаграждением; с 9 апреля 1842 года — полковник.
С июля 1844 года находился в бессрочном отпуске и 6 апреля 1848 года Высочайшим приказом был назначен командиром № 2 полкового округа Оренбургского казачьего войска с зачислением по кавалерии. Летом 1848 года в Оренбурге опять вспыхнула эпидемия холеры, жертвой которой 26 июня стал директор Оренбургского кадетского корпуса И. М. Марков и 23 июля Шилов был назначен исполняющим должность директора кадетского корпуса. В Оренбургский край он прибыл 3 сентября 1848 года и вскоре был вынужден заниматься организацией противоэпидемических мер в связи с новой вспышкой холеры; в 1849 году был отмечен орденом Св. Анны 2-й степени, в 1850 году был утверждён в должности директора Оренбургского кадетского корпуса и занимал эту должность до 1862 года. Приказом от 6 декабря 1852 года за отлично-усердную службу был отмечен императорской короной к ордену Св. Анны, а 6 декабря 1853 года был произведён в генерал-майоры. В 1856 году награждён орденом Св. Владимира 3-й степени, в 1858 году получил знак отличия за XXV лет беспорочной службы, в 1859 году — орден Св. Станислава 1-й степени.
Летом 1862 года в связи с болезнью получил отпуск и выехал для лечения за границу; Высочайшим приказом от 25 ноября 1862 года отпуск был продлён с отчислением от должности и с зачислением по армейской кавалерии. В 1864 году он числился в запасных войсках и по армейской кавалерии. В 1865 году получил назначение комендантом Керченской крепости, а в феврале 1866 года был уволен в отставку с производством в генерал-лейтенанты.
Умер в Санкт-Петербурге 7 (19) сентября 1888 года. Похоронен на Смоленском православном кладбище.